# Wust-Fischbeck
Wust-Fischbeck è un comune tedesco di 1 201 abitanti situato nel land della Sassonia-Anhalt.